# Pierre-Philippe Bibeau
Pour les articles homonymes, voir Bibeau.
Pierre-Philippe Bibeau, né en juin 1965 à Rouyn-Noranda (Québec), est un journaliste, auteur et animateur canadien. Il est le chef d'Antenne du Téléjournal Colombie-Britannique à la télévision de Radio-Canada depuis 2005. Auparavant, il a été producteur-délégué, réalisateur, correspondant parlementaire, journaliste et animateur de radio et de télévision à Ottawa.  
Site de Radio-Canada en Colombie-Britannique
L'encyclopédie des communautés francophones canadiennes
Les métiers de la radio